# PatronScan
PatronScan és una empresa de solucions digitals fundada el 2005 i subsidiària de l’empresa canadenca Servall Biometrics. És coneguda per ésser la desenvolupadora d'una tecnologia d'identificació digital que duu el mateix nom i que s’aplica a locals d'oci, restauració i entreteniment.

## Funcionament i distribució
El programari de PatronScan escaneja el carnet d’identitat i pren una fotografia dels clients de bars, pubs, restaurants i discoteques com a servei que pretén millorar la seguretat i la gestió social d’aquests locals. L’eina detecta si la identitat d’un usuari és real o falsa i enregistra dades de caràcter personal per tal de crear bases de dades i llistes negres geolocalitzades de persones susceptibles de crear incidents o de provocar pèrdues econòmiques a l’establiment. Concretament, PatronScan afirma que només emmagatzema la informació personal essencial: nom complet, data de naixement, gènere, codi postal i fotografia associada durant un període de 90 dies i que aquesta informació no és compartida amb tercers.
La companyia postula el seu producte com «l'escàner d'identificació més compatible amb la privadesa que hi ha al mercat». El seu ús s’ha fet palès i progressivament extensiu en establiments nocturns de Nova Zelanda, Austràlia, alguns estats dels EUA i al Canadà a partir de la dècada del 2020.